# Foura
Der Foura (Mota Foura) ist ein Fluss in den Gemeinden Bobonaro und Cova Lima (Osttimor), der ganzjährig Wasser führt.

## Verlauf
Der Foura entspringt im Suco Lontas (Gemeinde Bobonaro), am Südhang des Berges Holpolec, fließt nach Süden durch den Suco Deudet und schwenkt dann nach Osten, um den Suco Opa zu durchqueren. Nach seinem erneuten Schwenk nach Süden bildet der Fluss die Grenze zum Suco Lupal, bis er in die Gemeinde Cova Lima übertritt und der Grenze zwischen den Sucos Labarai und Beco folgt, bevor er einen Bogen durch Beco zieht und nah der Küste der Timorsee im Marschland verschwindet. Hier verursacht der Fluss immer wieder Überschwemmungen.